# Aïda Nikolaïtchouk
Aïda Yourievna Nikolaïtchouk (en ukrainien : Аіда Юріївна Ніколайчук, en russe : Аида Юрьевна Николайчук) est une chanteuse ukrainienne née le 3 mars 1982 à Odessa, à l'époque en URSS. Elle a remporté la compétition de la troisième saison de l'édition ukrainienne de l'émission télévisuelle The X Factor en 2012.

## Famille et origines
Aïda Nikolaïtchuk naquit le 3 mars 1982 à Odessa, République socialiste soviétique d'Ukraine, URSS, de Youri Evgeniiovitch Titaev, informaticien, et Irina Leonidivna Mounika, tailleuse.
Ses parents ont divorcé alors qu'elle était âgée de 10 ans et elle grandit au côté de sa mère. Elle a une demi-sœur, Oleksandra Sergiivna Mounika.
Après neuf années d'écoles, en 1998, Aïda Nikolaïtchuk intégra une formation de couturière. C'est à cette époque qu'elle fit ses premiers pas dans le monde de la musique, en intégrant un groupe de hip-hop en tant que choriste jusqu'en 2002.

## Carrière musicale
Elle est notamment connue pour avoir participé à la deuxième édition de l'émission The X Factor (version ukrainienne) où elle fut découverte grâce à son interprétation de Kalybelnaya (Колыбельная) de Polina Gagarina. En effet, au cours de sa prestation, deux des quatre juges suspectent l'utilisation d'un phonogramme qui pourrait entraîner un effet sur la voix de la candidate. Ils l'arrêtent alors en plein milieu du morceau et s'ensuit une discussion entre les juges ; à la fin, l'un d'eux lui demande de chanter a cappella la même chanson, de continuer. Chantant sans accompagnement, elle éblouit tous les juges et le public par sa voix et va aller jusqu'en finale qu'elle remporte.
Après ne pas être allée au bout de la deuxième édition de l'émission The X Factor (version ukrainienne) de 2011/2012, Aïda Nikolaïtchuk participe en 2012 à la troisième édition, qu'elle remporte le 5 janvier 2013.
En 2013, elle signe un contrat avec Sony Music Entertainment et sort en mai de la même année son premier single '"Na tvoey planete" ("Sur ta planète"). Le même mois elle donne son premier concert dans sa ville natale, Odessa et en juillet de la même année elle tourne son premier clip.
Le 14 décembre 2013 Aïda Nikolaïtchuk publie son premier album "My pod odnim nebom" ("Nous sommes sous le même ciel").
Elle a participé à la sélection nationale de l'Eurovision 2014 de l'Ukraine, mais n'a pas fini en finale.
Durant l'été 2014, Aïda Nikolaïtchuk rompt son contrat avec Sony Music Entertainment et se constitue une équipe. 
Le titre Inner Power est l'un des 18 titres retenus pour la sélection du représentant ukrainien pour l'Eurovision 2016. Cependant, elle est éliminée au cours de la première demi-finale.

## Vie privée
Aïda Nikolaïtchuk a un fils, Maksim, de son premier mariage.

## Discographie

### Singles
| Présentation      | Chanson                                           | Album               |
| ----------------- | ------------------------------------------------- | ------------------- |
| 27 mai 2013       | Na tvoey planete (On Your Planet)                 | We're Under One Sky |
| 20 juillet 2013   | My pod odnim nebom (We're Under One Sky)          | We're Under One Sky |
| 2 septembre 2013  | Ne obeschay (Don't Promise)                       | We're Under One Sky |
| 21 septembre 2013 | Lyudi-mirazhi (People Are Mirages)                | We're Under One Sky |
| 22 octobre 2013   | Day mne noch' (Give Me a Night)                   | We're Under One Sky |
| 14 décembre 2013  | U lyubvi moyey tvoi glaza (My Love Has Your Eyes) | My Pod Odnim Nebom  |
| 14 décembre 2013  | Tak sumuê vesna (So Sad Spring)                   | My Pod Odnim Nebom  |
| 14 décembre 2013  | Uletai (Fly Away) (opéra Prince Igor)             | My Pod Odnim Nebom  |
| 14 décembre 2013  | We're Under One Heaven                            | My Pod Odnim Nebom  |
| 3 mars 2014       | Eternity                                          | [à venir]           |